# Come ti dirotto il jet
Come ti dirotto il jet (Don't Drink the Water) è un film del 1969 diretto dal regista Howard Morris.
Il film è basato sull'opera teatrale Don't Drink the Water di Woody Allen, scritta nel 1966. La versione cinematografica di Howard Morris, però, aveva lasciato Allen insoddisfatto, al punto da portarlo, 25 anni dopo, a dirigere lui stesso una nuova versione per la televisione, Don't Drink the Water, prodotta dalla ABC.